# وینچنزو چچی
وینچنزو چچی (ایتالیایی: Vincenzo Ceci؛ زادهٔ ۲۱ آوریل ۱۹۶۴) دوچرخه‌سوار اهل ایتالیا است.